# Estación Cholguán
Cholguán es una antigua estación de tren ubicada en el pueblo homónimo en la comuna de Yungay (que pertenecía al Ramal Monte Águila - Polcura). Actualmente se encuentra en desuso, y el ramal fue levantado.
Hacia 1969 Graciela Carrillo de Reyes se desempeñaba en Cholguán como la única mujer jefa de estación en Chile en aquel entonces.